# Platteville (hrabstwo Grant)
Platteville – miasto w Stanach Zjednoczonych, w stanie Wisconsin, w hrabstwie Grant.